# Camptodattilia
La camptodattilia è una malformazione congenita delle dita, solitamente bilaterale, caratterizzata da una deformità in flessione permanente delle articolazioni interfalangee, usualmente le prossimali e in particolare quella del dito mignolo.
Tale malformazione può essere associata ad altre sindromi, come la progeria, la trisomia 18, la sindrome di Smith-Lemli-Opitz e la sindrome di Zellweger, oppure essere isolata.